# Goendi's
Goendi's of kamvingers zijn een familie van knaagdieren uit de Sahara die tot de Sciuravida behoren. Er bestaan vijf levende en vele fossiele soorten.

## Kenmerken
Uiterlijk lijken goendi's veel op cavia's. Net als cavia's hebben ze een compact lichaam met korte benen. Ze hebben vier tenen. De twee middelste tenen van de achtervoeten hebben een soort kam, waaraan ze de naam "kamvingers" te danken hebben.

## Levenswijze
Goendi's eten plantaardig voedsel. Ze leven in de woestijnen en halfwoestijnen van de noord- en zuidranden van de Sahara. Ze zijn overdag actief, hoewel ze 's middags rusten.

## Systematiek
Goendi's zijn sciurognath, maar hystricomorph (zie voor meer informatie Knaagdieren#Taxonomie), zodat ze nu eens binnen de onderorde Sciurognathi, dan weer samen met de Hystricognathi, dan weer als een aparte groep worden ingedeeld. Hoewel er tegenwoordig maar weinig soorten zijn, waren goendi's eens een grote en wijdverspreide groep: van het Oligoceen tot het Pleistoceen kwamen ze voor in heel Eurazië en Afrika.
De familie omvat de volgende geslachten en levende soorten:
- Africanomys†
- Akzharomys†
- Ctenodactylus
  - Noord-Afrikaanse goendi (Ctenodactylus gundi)
  - Woestijngoendi (Ctenodactylus vali)
- Distylomys†
- Felovia
  - Felovia vae
- Irhoudia†
- Karakoromys†
- Massoutiera
  - Massoutiera mzabi
- Metasayimys†
- Muratkhanomys†
- Pectinator
  - Oost-Afrikaanse goendi (Pectinator spekei)
- Pellegrinia†
- Pireddamys†
- Prodistylomys†
- Roborovskia†
- Sardomys†
- Sayimys†
- Testouromys†
- Yindirtemys†